# Robert Zoellick
Robert Bruce Zoellick (Naperville, 25 luglio 1953) è un politico statunitense, dal luglio 2007 al luglio 2012 è stato l'11º presidente della Banca Mondiale.
È stato rappresentante per il Commercio dal 7 febbraio 2001 al 22 febbraio 2005 e vicesegretario di Stato degli Stati Uniti sotto Condoleezza Rice nell'amministrazione del presidente George W. Bush, dal gennaio 2005 al luglio 2006. Alla fine di maggio del 2007, è stato candidato da Bush come presidente della Banca Mondiale, in sostituzione di Paul Wolfowitz, costretto a dimettersi per nepotismo. La sua candidatura è stata approvata dal consiglio di amministrazione della Banca Mondiale il 25 giugno 2007.
Ha fatto parte della ristretta cerchia di consulenti di politica internazionale di George W. Bush che comprendeva anche Paul Wolfowitz, Richard Armitage, Richard Perle, Stephen Hadley, Robert Blackwill e Dov Zakheim.
Nel 1992 ha ricevuto il titolo di Cavaliere di Gran Croce dell'Ordine al Merito di Germania per il suo operato nella riunificazione tedesca.
In precedenza aveva avuto incarichi da consigliere e sottosegretario nell'amministrazione di George H. W. Bush.